# Beethoven 5
Beethoven 5 – amerykańska komedia familijna z 2003 roku, kolejny sequel w serii o psie rasy bernardyn imieniem Beethoven.

## Główne role
- Dave Thomas - Freddy Kablinski
- Faith Ford - Julie Dempsey
- Daveigh Chase - Sara Newton
- Tom Poston - John Giles / Selig
- Katherine Helmond - Cora Wilkens
- Sammy Kahn - Garrett
- Richard Riehle - Vaughn Carter
- Clint Howard - Owen Tuttle
- Kathy Griffin - Evie Kling
- John Larroquette - burmistrz Harold Herman
- Rodman Flender - Moe Selig
- Tina Illman - Rita Selig
- Tom Musgrave - Jim
- Joel Hurt Jones - Phil Dobson
- Elizabeth Warner - pani Dobson

## Fabuła
Beethoven wykopuje z ziemi stary dziesięciodolarowy banknot. Mieszkańcy Cedar Woods są przekonani, że stary pieniądz jest częścią zagubionej fortuny. Pies staje się z dnia na dzień ulubieńcem wszystkich, którzy liczą na to, że bernardyn pomoże im odnaleźć resztę skarbu.